# 최효심
최효심(1993년 12월 5일~)은 조선민주주의인민공화국의 역도 선수이다. 2016년 리우데자네이루 하계 올림픽에 출전하여 여자 63kg급과 2013년 하계 유니버시아드에서 은메달을 획득했다.